# バシリスク属
バシリスク属（バシリスクぞく、Basiliscus）とは有鱗目イグアナ科（バシリスク科とする説もあり）に属する属である。

## 分布
エクアドル、エルサルバドル、グアテマラ、コスタリカ、コロンビア、ニカラグア、パナマ、ベリーズ、ホンジュラス、メキシコに自然分布。ノギハラバシリスクがアメリカ合衆国（フロリダ州）に移入。

## 形態
全長60-80cm。体重は約300gになる。最大種はブラウンバシリスク。体色は褐色系の色彩の種が多いが、グリーンバシリスクの成体は鮮やかな緑色になる。属名Basiliscusは空想の怪物バジリスクが由来となっているが、本属の構成種の形態がこのバジリスク（コカトリスを含んだ）を連想させたと思われる。形態のみの連想のため、本属の構成種が毒を持っているというわけではない。
四肢は長く、後肢には細長い指を持つ。これは樹上棲という生活に適している他、指の間に襞がありこれを広げることで後に挙げる本属の特徴的な行動である水上走行にも大きな役割を果たしている。
成体のオスは頭頂部や背面、尾にトサカや帆（クレスト）が発達する。

## 生態
水辺の森林に生息し、水上に張り出した木の上にいることが多い。泳ぎや潜水が上手く驚くと水中に飛びこんだり、後肢だけで立ちあがり走って逃げる（餌場を変えようと岸から岸へと移動する時にも水上を走る）。このとき短距離ではあるが水面を走り抜けることができ、聖書にイエス・キリストが水の上を歩いたと記されていることから現地では「キリストトカゲ」とも呼ばれ、その様子がテレビなどで紹介されることもある。水上走行は本属特有の行動ではなく、同じくイグアナ科（ヨウガントカゲ科として分割する説もあり）のマユダカトカゲやアガマ科のホカケトカゲ属も行う。水上で長い尻尾を使ってバランスをとり、方向転換することもできる。
形態や生態の収斂進化の現象として、同じような環境に生息するアガマ科のホカケトカゲ属やウォータードラゴン属がいる。
食性は動物食傾向の強い雑食で、昆虫類、節足動物、小型爬虫類、小型の鳥類、小型哺乳類、果実などを食べる。
繁殖形態は卵生。

## 分類
- Basiliscus basiliscus　ブラウンバシリスク　Common basilisk
- Basiliscus galeritus　ギザギザバシリスク
- Basiliscus plumifrons　グリーンバシリスク　Plumed basilisk
- Basiliscus vittatus　ノギハラバシリスク　Brown basilisk

## 人間との関係
ペットとして飼育されることもあり、日本にも輸入されることがある。主に流通するのはグリーンバシリスクかノギハラバシリスクで、残りの2種の流通は少ない。野生個体、繁殖個体共に流通するが現在は野生個体の流通はあまりない。驚くとケージ内を走り回り吻端をつぶしてしまうため、飼育には広いケージと落ち着いた環境が必要。幼体から飼育すれば人や環境に慣れることもあるが、場合によってはケージを暗幕で覆う等の対処をして外部から刺激を受けないようにする。また水辺の高温多湿の環境を好むため全身が浸かる事の出来る水容器や全体を保温する設備も必要になる。